# Сибирский научно-исследовательский институт сыроделия
Сибирский научно-исследовательский институт сыроделия (СибНИИС) — советский и российский научно-исследовательский институт, основанный в 1958 году. Расположен в Барнауле.

## История
Научно-исследовательский институт был основан в 1958 году как Алтайский филиал Всесоюзного НИИ маслодельной и сыродельной промышленности (АФ ВНИИМС).
В 1970—1980 годах в научное учреждение пришли специалисты, составившие коллектив современного Сибирского НИИ сыроделия. Вместе с тем проходило его обеспечение современной исследовательской техникой и мощностями для экспериментального производства.
Научная деятельность филиала заключалась в разработке и совершенствовании изготовления сыров при высокой температуре второго нагревания.
В 1980-х годах зона его научного влияния существенно расширилась и распространилась не только на сибирский регион, но также на республики Средней Азии, некоторые регионы Западной Украины, Молдавии и Прибалтики.
В 1993 году Алтайский филиал был включён в состав Сибирского отделения Россельхозакадемии, в 1997 году — реорганизован в Сибирскую научно-исследовательскую опытную станцию по технологии переработки молока, в 2002 году  — в Сибирский научно-исследовательский институт сыроделия.

## Деятельность
В институте разработаны методы изучения продуктов молочной переработки и сложных биологических объектов, содержащихся в молоке, НИИ дал научное обоснование принципов подбора молочнокислых и пропионовокислых микроорганизмов для сырных заквасок, композиций препаратов из ферментов для сыров, режимов молочного бактофугирования, параметров прессования и посолки сыров, их созревания; основаны технологии приготовления новых видов сыра с чеддаризацией, плавлением и его созреванием, созданы методы изготовления сыров при высокой температуре второго нагревания, сыров в блоках, а также новые композиции фунгицидных составов, защитного покрытия и т. д.

## Структура
Структура СибНИИС состоит из 5 отделов, которые включают в себя 6 лабораторий и 4 сектора. Для технологических опытов и производства экспериментальных образцов оборудования органиовано 2 участка.

## Сотрудники
В 2007 году институт насчитывал 60 сотрудников, в их числе 13 кандидатов и 2 доктора наук.

## Научные труды
С 2002 по 2007 год специалисты научно-исследовательского института создали 8 учебных пособий, 11 монографий, 5 сборников научных трудов и 1 брошюру, всего 394 публикаций.